# Pierre de Ronsard
Pour les articles homonymes, voir Ronsard.
Œuvres principales
Les Odes (1550 - 1552)
Les Amours (1552 - 1578)
Les Hymnes (1555 - 1556)
Les Discours (1562 - 1563)
Les Sonnets pour Hélène (1578)
Pierre de Ronsard, né en septembre 1524 au château de la Possonnière, près du village de Couture-sur-Loir en Vendômois, et mort le 27 décembre 1585 au prieuré Saint-Cosme de Tours, est un des poètes français les plus importants du XVIe siècle. 
« Prince des poètes et poète des princes », Pierre de Ronsard est une figure majeure de la littérature poétique de la Renaissance. Auteur d’une œuvre vaste qui, en plus de trente ans, s'est portée aussi bien sur la poésie engagée et officielle dans le contexte des guerres de Religion avec Les Hymnes et les Discours (1555-1564), que sur l’épopée avec La Franciade (1572) ou la poésie lyrique avec les recueils Les Odes (1550-1552) et des Amours (Les Amours de Cassandre, 1552 ; Continuation des amours, 1555 ; Sonnets pour Hélène, 1578).
Imitant les auteurs antiques, Ronsard emploie d'abord les formes de l'ode (Mignonne, allons voir si la rose) et de l'hymne, considérées comme des formes majeures, mais il utilisera de plus en plus le sonnet transplanté en France par Clément Marot en 1536 en employant le décasyllabe (Mon dieu, mon dieu, que ma maistresse est belle !, Les Amours, ou Je vous envoye un bouquet…, Continuation des Amours) comme le mètre « moderne » de l'alexandrin (Comme on voit sur la branche…, Second Livre des amours, ou Quand vous serez bien vieille…, Sonnets pour Hélène).

## Biographie

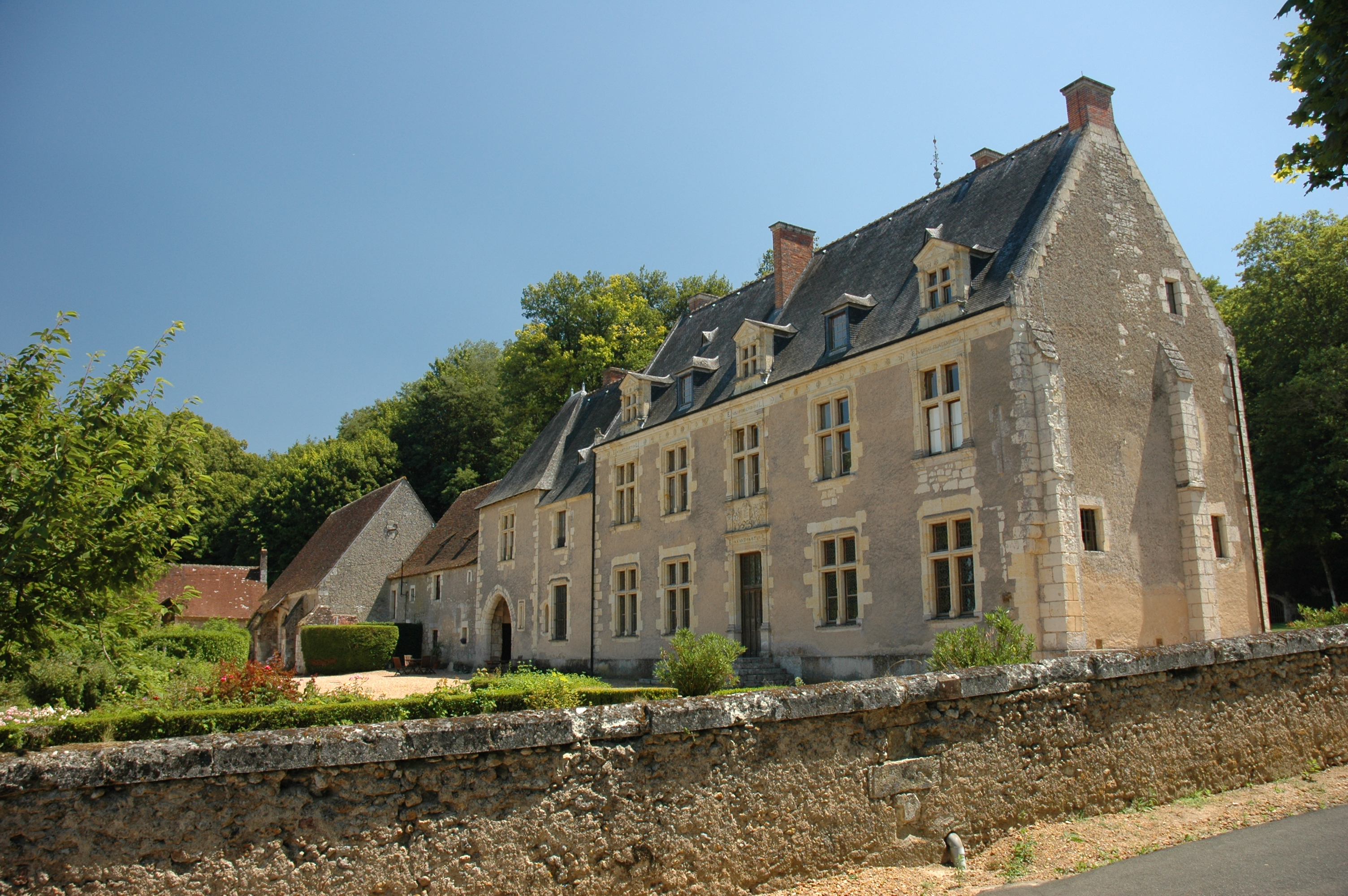
Le château de la Possonnière, où est né Pierre de Ronsard en septembre 1524.

### Jeunesse et formation
Pierre de Ronsard naît au château de la Possonnière en 1524. Il est le quatrième enfant de Louis de Ronsard, chevalier de la Possonnière, maître d'hôtel du Dauphin, et de Jeanne Chaudrier, veuve des Roches. Il a une sœur, Louise, et deux frères, Claude et Charles. Son père, chevalier à 21 ans, ayant participé aux guerres d'Italie, est un homme féru de poésie et admirateur de Bayard. Selon Ronsard, sa famille serait originaire d'Europe de l'Est près du Danube. Ce fait rapporté par ses premiers biographes est aujourd'hui contesté.
Pierre de Ronsard passe son enfance au château, privé de son père de ses deux à ses six ans, car de 1526 à 1530, Louis de Ronsard est en Espagne avec les enfants de François 1er otages de Charles Quint. Dès l'âge de cinq ans, Pierre de Ronsard est confié à un précepteur, peut-être son oncle, l'archidiacre de Navarre, Jean Ronsard, qui l'initie aux auteurs latins et lui léguera à sa mort (1535-1536) sa bibliothèque. Son père le destine à la carrière de robe et l'envoie étudier, en octobre 1533, au collège de Navarre où il ne restera que 6 mois.
Son père tente alors de l'introduire à la cour, d'abord en tant que page auprès du dauphin François, puis à la mort de celui-ci en août 1536, auprès de son frère Charles, duc d’Orléans. Quand Madeleine de France épouse le roi Jacques V d'Écosse, en 1537, Ronsard est attaché au service de Madeleine, puis au service du roi Jacques à la mort de celle-ci et passe trois années tantôt en Écosse, tantôt à Londres, tantôt en France tantôt en Flandre, dans la suite de l'ambassadeur Claude d'Humières, Seigneur de Lassigny. C'est durant cette période qu'il commence à s'intéresser à la poésie, encouragé par un écuyer, Paul Duc, qui lui fait découvrir des poètes latins comme Virgile et Horace. En 1539, il est de retour en France au service du duc d’Orléans. C'est probablement pour servir d'yeux et d'oreilles à Charles qu'il suit Lazare de Baïf, le père de son futur collègue de Pléiade et compagnon à cette occasion, Jean-Antoine de Baïf, lors de son ambassade auprès des princes allemands.
Cette carrière diplomatique prometteuse est cependant subitement interrompue. Une maladie, suivie d'une longue convalescence à la Possonnière,, le laisse à moitié sourd. Pierre de Ronsard décide alors de se consacrer à l’étude. Une carrière de robe est à nouveau envisagée et, en mars 1543, Ronsard est tonsuré par l'évêque du Mans mais reste au service de Charles d'Orléans, puis, à la mort de celui-ci, au service du dauphin Henri.
Durant sa convalescence déjà, Ronsard a complété sa formation par la lecture des auteurs français Jean Lemaire de Belges, Guillaume Coquillard et Clément Marot et compose quelques odes horaciques qu'il présente à Jacques Peletier. Son père meurt le 6 juin 1544 et c'est sous la houlette de l’helléniste Jean Dorat, précepteur de Jean-Antoine de Baïf, qu'il se familiarise avec les auteurs grecs, quand ses obligations de cour le lui permettent. Soit au collège de Coqueret soit directement auprès de Dorat, il étudie également les procédés littéraires, la littérature italienne (Dante, Pétrarque, Boccace), se forme à l'alexandrin, à la mythologie et développe un goût pour l'érudition qui lui fait considérer l'école marotique comme vulgaire.

### Naissance de la Pléiade

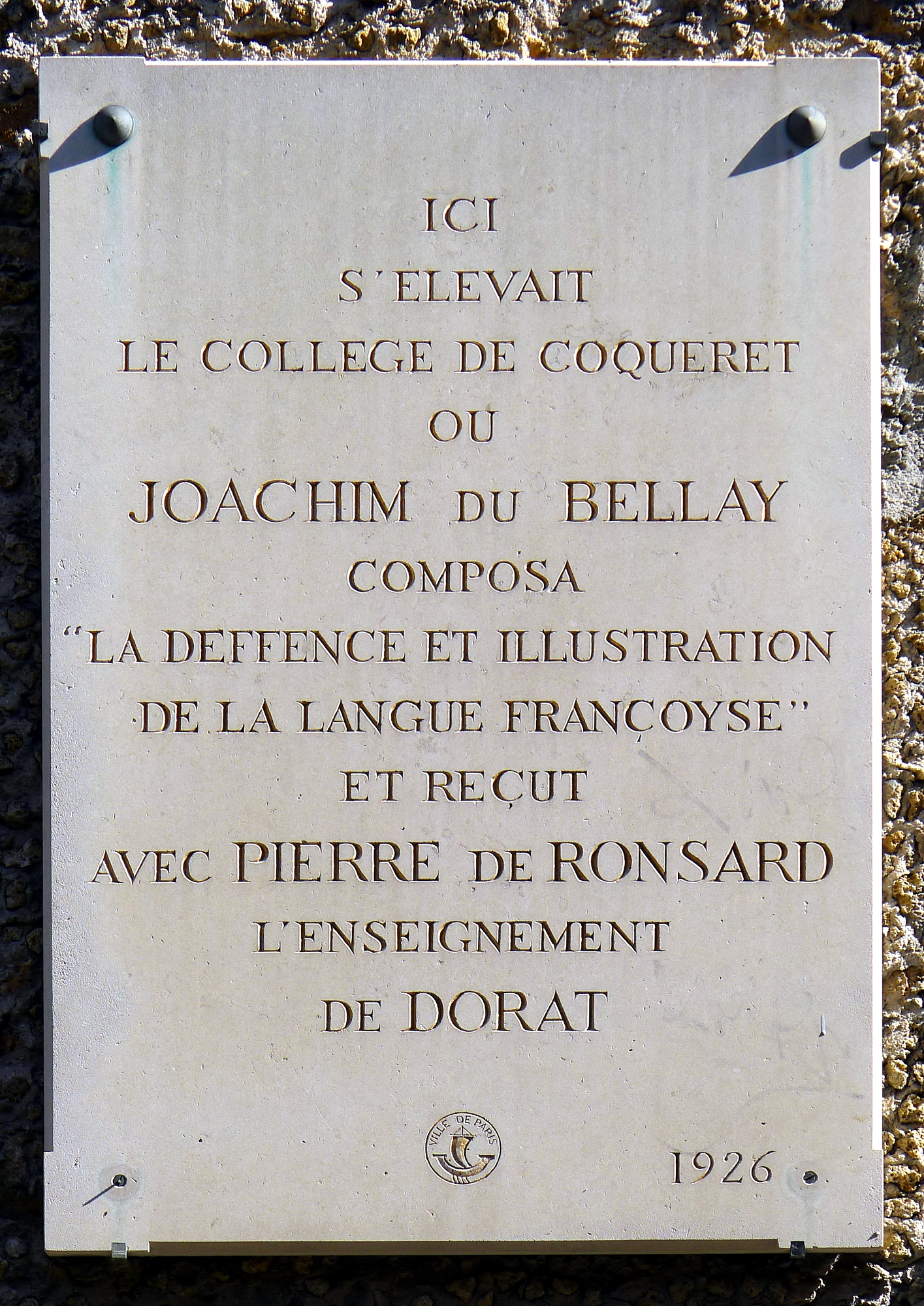
Plaque commémorative située impasse Chartière qui rappelle la présence du collège de Coqueret où étudia peut-êtrePierre de Ronsard.

Au collège de Coqueret ou dans les maisons de Nicolas Ellain ou Jean Brinon se regroupent les futurs poètes qui vont constituer la Brigade, plus tard appelée Pléiade. La rencontre entre Ronsard et Joachim du Bellay date de 1547. Cette même année, Ronsard voit une de ses odes horaciques publiée dans les Œuvres poétiques de Jacques Peletier. Autour de Ronsard, du Bellay, du Baïf et Dorat se rassemblent entre autres, Jean Martin, Jacques Peletier, Claude de Lignery, Pierre des Mireurs, Julien Peccate, Bertrand Bergier, Pontus de Tyard, Guillaume des Autels, Étienne Jodelle, Jean de la Péruse, puis Rémy Belleau. Ce nouveau mouvement littéraire a pour ambition d'imiter et surpasser les Italiens (Pétrarque, Dante, Bembo) en créant une littérature en langue française capable d'égaler les poètes latins ou grecs.
En 1548, la publication par Thomas Sébillet de son Art poétique jugé insuffisamment novateur par les poètes de la Brigade, précipite la publication de leur manifeste. Joachim Du Bellay publie en 1549 Défense et illustration de la langue française dans lequel il expose les principes de la Pléiade et éreinte les poètes alors en vogue, Marot, Sebillet et surtout Saint-Gelais.

### Les Odeset début de la gloire
En 1549, Ronsard publie quelques plaquettes dont Hymne de France mais sa première grande œuvre est ses Odes, dont les quatre premiers livres paraissent en 1550 et dont la préface est une attaque virulente de ceux qu'il qualifie de « poétastres » et « sciamaches ». Son recueil est mal perçu à la cour où domine l'école marotique mais reçoit des critiques enthousiastes de ses admirateurs qui le qualifient de « Pindare français», au point d'ailleurs que son contemporain Jean Dorat créera avec son nom l'anagramme Rose de Pindare. En 1552 la parution des Amours de Cassandre confirme les talents du jeune poète même si la cour reste encore réticente et si certains lui reprochent son abandon du style de Pindare pour celui de Pétrarque. En 1553, Ronsard se lance dans le style grivois avec la publication des Folastreries, qui sont brûlées sur ordre du Parlement pour leur teneur licencieuse. À cette époque, Ronsard est considéré comme le maître à penser des jeunes poètes qui lui donnent le titre de « Prince des poètes ».
En 1554, l’Académie des Jeux floraux de Toulouse le récompense d'une Églantine pour son « excellence et rare savoir et pour l'honneur et ornement qu'il avait procuré à la poésie française» et l'année suivante, ce prix est transformé en une Minerve d'argent d'un grand prix.
En 1555, Ronsard sort une Continuation des Amours, et une Nouvelle Continuation des Amours l'année suivante. Pour remercier Jean II Brinon, son mécène, Ronsard en fait le héros des Meslanges de 1555 qu'il lui dédicace. Puis il se lance dans les Hymnes dont l’Hymme de l’Hercule chrestien adressée au cardinal de Châtillon, archevêque de Toulouse qui l'a toujours encouragé.

### Le poète de cour
Ses succès littéraires lui apportent la gloire mais il lui faut aussi trouver de quoi survivre. Ronsard dépense une partie de son énergie à tenter d'acquérir des prieurés et des cures dont les bénéfices lui assureraient un revenu décent et à trouver des protecteurs. En 1554, il est soutenu par le roi Henri II dans son projet de la Franciade. La mort de Saint-Gelais en 1558 et de Du Bellay en 1560 le place au premier rang à la cour malgré un momentané rejet dans l'ombre à la mort d'Henri II et durant le court règne de François II. À l'accession au trône de Charles IX, il occupe la place privilégiée de poète et aumônier du roi. La publication d'une édition collective de ses Œuvres en 1560 le consacre dans sa gloire. Il écrit pour le jeune prince une Institution pour l'adolescence de Charles IX, poème didactique, rédige des Discours, organise les fêtes, écrit des élégies, des poèmes de circonstances.
Lorsque les guerres de Religion éclatent, il prend le parti du roi et de l'Église catholique, s'éloignant de ses anciens amis de sympathie protestante (Odet de Châtillon, Théodore de Bèze, Rémi Belleau). Il écrit Discours des misères de ce temps (1562), suivi de Continuation des discours des misères de ce temps et Remontrance au peuple de France (1563) puis une Réponse aux injures et calomnies de je ne sais quels prédicants et ministres de Genève, qui l'avaient attaqué pour sa défense du catholicisme et enfin Nouvelles poésies dans lesquelles Ronsard règle ses comptes avec ses détracteurs protestants. La grande tournée de réconciliation de Charles IX en 1564 est l'occasion de grandes fêtes dont Ronsard est l'auteur. Ses textes font l'objet d'un recueil Élégies, mascarades et bergeries publié en 1565.
En 1565, en récompense de ses services, Charles IX lui offre le prieuré de Saint-Cosme puis celui de Croixval à Ternay en 1566. Ronsard, à l'abri du besoin et lassé de son rôle de courtisan peut enfin s'éloigner un peu de la cour mais reste aumônier du roi jusqu'en 1571. Il s'adonne au jardinage, travaille à la publication et à la correction de ses œuvres, publie son Abrégé de l'art poétique français et continue son travail sur la Franciade. La publication de cette longue fresque en 1572 est un échec. Écrit en décasyllabes, selon le désir de Charles IX, ce récit, davantage de l'ordre de la mythologie que de l'histoire, n'est plus au goût du jour.
À la mort de Charles IX, en 1574, Ronsard a déjà pris quelques distances mais Henri III, qui réunit un groupe d'intellectuels autour de lui, le rappelle. Ronsard a changé de statut : de poète il passe moralisateur et philosophe et assiste à l'ascension de son rival Philippe Desportes.

### Dernières années
Ses dernières années sont marquées par la perte de beaucoup de ses amis (Rémi Belleau, Christophe de Thou, François d'Alençon) et par la maladie. Il publie ses Sonnets pour Hélène, ainsi que des pièces à l'intention du roi, réunies dans le Bocage royal. Il continue la publication de ses œuvres (5e édition en 1577, 6e édition en 1578, 7e édition en 1584) qu'il prend soin de retravailler en élaguant et corrigeant le style, recherchant plus la simplicité et la clarté que l'emphase et l'érudition. Les crises de goutte se font de plus en plus invalidantes et il meurt dans la nuit du 27 au 28 décembre 1585 entouré de ses amis Jean Galland, Claude Binet et Jacques Davy du Perron dans son prieuré Saint-Cosme. Il y est enseveli dans la crypte de l’église, aujourd’hui en ruine.
Deux mois plus tard, il reçoit un hommage officiel, à Paris, au collège de Boncourt où ses funérailles solennelles sont célébrées, le 24 février 1586, date anniversaire de la bataille de Pavie,. Toute la cour s’y presse, à telle enseigne que plusieurs dignitaires devront renoncer à y assister. L’oraison est prononcée par son ami Jacques Du Perron et un Requiem de Jacques Mauduit est exécuté pour la première fois à cette occasion. En 1586 parait le Discours sur la vie de Ronsard, œuvre de son premier biographe Claude Binet.

## Regards sur l'œuvre

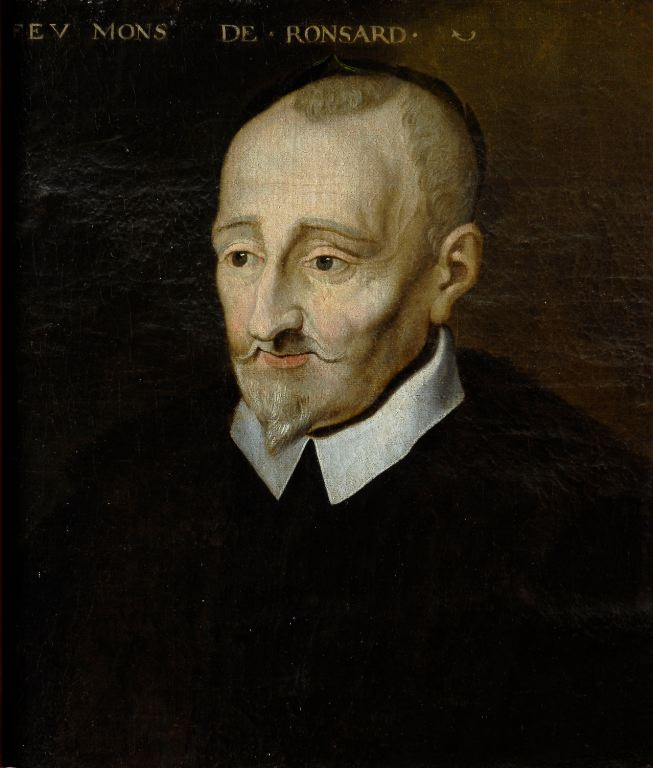
Portrait posthume de Ronsard par l'École de Blois (vers 1620), musée des Beaux-Arts de Blois.

Ronsard a tout au long de sa vie goûté à tous les genres, de Pindare à Pétrarque en passant par Anacréon et Horace avec quelques touches d'épicurisme. Il a abordé de nombreux thèmes : champêtres, amoureux, philosophiques, politiques. Ses poèmes lyriques qui développent les thèmes de la nature et de l’amour, associés aux références de l’Antiquité gréco-latine et à la forme du sonnet, constituent la partie vivante de l’œuvre de l’animateur du renouveau poétique que fut Pierre de Ronsard avec ses compagnons de la Pléiade et son ami Joachim Du Bellay. Il a contribué à étendre largement le domaine de la poésie, lui offrant une langue plus riche par la création de néologismes et l'introduction du langage populaire dans le français littéraire, et mettant en place des règles de versification qui ont perduré plusieurs siècles. Jusqu'au début de XVIIe siècle, il est reconnu par ses pairs comme celui qui « a coupé le filet que la France avait sous la langue ». Cependant, son œuvre parfois inégale, non dépourvue de maniérisme et de pédantisme, est dépréciée par François de Malherbe et boudée pendant toute la période classique : aucune édition de ses œuvres n'est publiée de 1630 à 1828, date de la publication par Sainte-Beuve de son "Tableau historique et critique de la poésie française et du théâtre français au xvie siècle". Il faut attendre l'époque des romantiques, des parnassiens et des symbolistes pour que sa poésie soit de nouveau appréciée.

### Les Odes (1550-1552)
Les quatre premiers livres des Odes paraissent en 1550 et le cinquième en 1552 mais Ronsard les travaillera, en les corrigeant et les complétant, tout au long de sa vie. Le premier livre des Odes est un hommage à Pindare. À l'imitation de ce poète, qui célébrait dans ses odes les athlètes grecs, Ronsard crée des poèmes lyriques construits en triades (strophe, antistrophe, épode). Il lui emprunte l'usage des beaux mythes et des qualificatifs éloquents pour célébrer les protecteurs de son temps. Mais on trouve dans ses odes bien d'autres influences. Celle d'Horace est perceptible quand il célèbre la nature et son vendômois natal ou lorsqu'il professe un épicurisme très proche de ses sentiments profonds. Il y chante la joie d'aimer et la vision du temps qui passe comme dans son Mignonne, allons voir si la rose… publié en 1553. On y retrouve également les thèmes d'Anacréon dans ses odelettes dont le héros est le dieu Amour (L'Amour mouillé - l'Amour piqué par une abeille - 1553/54). On retrouve également Michel Marulle dans sa capacité à se raconter et à décrire des sentiments tout simples.

### Les Amours
De 1552 (premier livre des Amours) à 1578 (Sonnets pour Hélène), Ronsard n'a jamais cessé de chanter l'amour. Dédiant ses écrits à trois femmes, Cassandre, Marie et Hélène, il parle en fait de sentiments éprouvés lors de multiples rencontres amoureuses parmi lesquelles on peut citer Marguerite, Jeanne, Madeleine, Rose, Sinope, Genèvre, Isabeau...

#### Cassandre:Les Amours(1552) -Continuation des amours(1555)

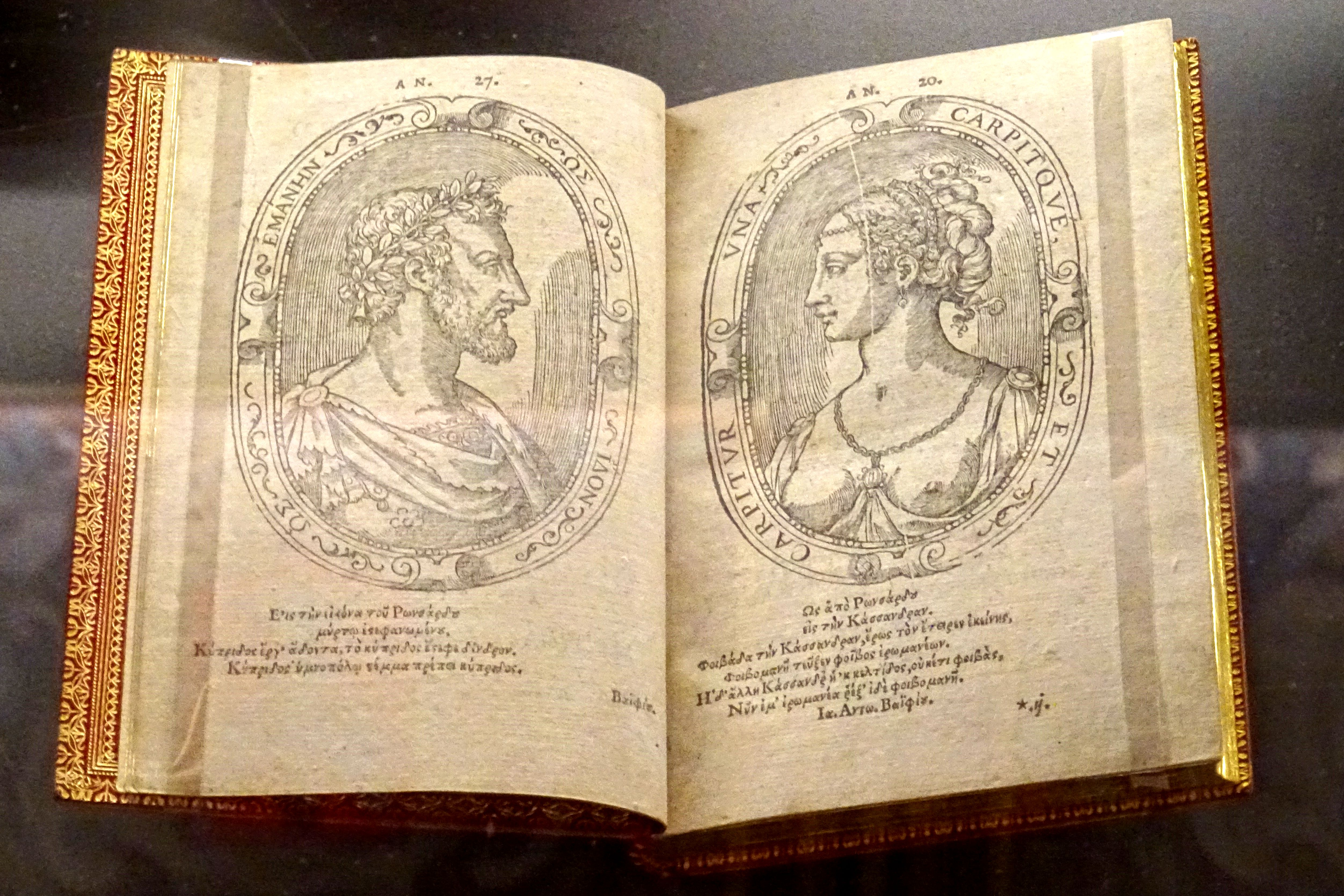
Extrait de Les Amours... nouvellement augmentées par lui, 1553.

Les Amours de Cassandre est un recueil de poèmes en décasyllabes de Pierre de Ronsard de 1552. Il porte sur Cassandre Salviati (1530-1607), fille de Bernardo Salviati, un des banquiers de François Ier. Cassandre est une jeune fille italienne rencontrée par le poète le 21 avril 1545 à Blois à un bal de la cour. Elle n'a que quinze ans et lui vingt et un. Ronsard ne pouvait épouser la jeune fille, car il était clerc tonsuré. Cassandre épousa Jean Peigné, seigneur de Pray l'année suivante. À l'imitation de Pétrarque, qui chantait son amoureuse Laure, il fait de Cassandre son égérie, célébrant un amour tout imaginaire dans un style précieux avec comparaisons mythologiques et mignardises.
C'est dans Les Amours que Ronsard fixe les règles du sonnet : deux quatrains où alternent rimes masculines et rimes féminines suivis de deux tercets dont les rimes sont disposées de manière conventionnelle CCD EED ou CCD EDE.
Le Second Livre est en partie dédié à Cassandre et en partie à Marie.

#### Marie:Nouvelle continuation des Amours(1556) -Sur la mort de Marie(1578)
On sait peu de chose sur Marie. C'est une jeune fille de condition modeste que Ronsard rencontre en avril 1555. Elle est parfois appelée Marie Dupin et serait originaire de Bourgueil. Sa relation avec Ronsard est loin d'être platonique. La présence d'un rival est attestée et Ronsard reste fidèle à la dame seulement quelques années : dès 1560, plusieurs pièces sont dédiées à une certaine Sinope. Pour célébrer ses amours, Ronsard s'éloigne du style de Pétrarque, gagnant en simplicité et en fraîcheur. La grande majorité des pièces sont écrites en alexandrins. C'est la mise en place de ce que Ronsard appelle son « style bas »
Les pièces Sur la mort de Marie font référence à la mort de Marie de Clèves, favorite d'Henri III morte en 1574, mais il est probable que Ronsard ait réuni la mort de ces deux Maries (la date de la mort de Marie Dupin est inconnue et située selon les auteurs entre 1560 et 1574) dans ses poèmes. Dans un style pétrarquisant, Ronsard chante avec sincérité et émotion le regret de celui qui a perdu un être cher. Malgré le ton grave de la mort, c'est la joie d'aimer et l'allégresse qui l'emportent.

#### Hélène:Sonnets pour Hélène(1578)
Les Sonnets pour Hélène sont publiés en 1578 dans une nouvelle édition des Amours. Hélène de Surgères est une jeune suivante de Catherine de Médicis. Une grande différence d'âge sépare Hélène de Ronsard qui est âgé de près de 45 ans lorsqu'ils se rencontrent. C'est la reine qui encourage Ronsard à courtiser Hélène par vers interposés. Cette œuvre de commande est une œuvre de maturité qui célèbre un amour platonique pour une belle qui reste indifférente. Ronsard retrouve dans ces sonnets l'influence de Pétrarque et Hélène de Troie est très souvent évoquée aux côtés d'Hélène de Surgères. Les sonnets les plus connus sont Quand vous serez bien vieille… et Te regardant assise….

### Les Hymnes (1555 - 1556)
Ronsard s'est également essayé aux hymnes, traitant d'un grand sujet. Ils sont parfois moins prisés que des écrits plus frais comme les odes ou les sonnets car très érudits et chargés d'allégories. Ils sont cependant l'occasion de mettre en place l'alexandrin et ses rimes plates. Ronsard utilise ses hymnes pour chanter les louanges d'un haut personnage comme dans l’Hymne à Henri II ou l’Hymne au cardinal de Lorraine où l'usage de l'hyperbole est de mise (l'un est comparé à Jupiter et l'autre à Hercule). Ces pièces lui permettent également de philosopher sur la mort, la poésie ou la religion comme dans l’Hymne de la mort, l’Hymne de l'automne ou l’Hymne à Saint Blaise. On trouve également des fragments d'épopée comme dans l’Hymne de Pollux et Castor.

### Les Discours (1562 - 1563)
Poète de roi, Ronsard se sent investi d'une responsabilité envers la France, ses intérêts et son unité qu'il défend avec éloquence dans une série de discours principalement écrits à l'accession de Charles IX au trône et durant les guerres de religion. Il choisit, pour écrire son Institution pour l'adolescence du roi très chrétien, ses Remontrances et ses Misères, l'alexandrin dont le rythme long convient bien à ces élans patriotiques, le ton est volontiers passionné, les apostrophes nombreuses et le souffle oratoire puissant. Il y condamne le protestantisme, « fantaisie » qui contribue à diviser la France, lui reproche son intégrisme et l'accuse d'être à l'origine des massacres qui, à la suite de celui de Vassy, ont ensanglanté la France et de livrer celle-ci à l'Angleterre. La réponse des protestants est violente : par le biais de libelles et de pamphlets, ils s'attaquent à l'homme, critiquant ses débauches et son âpreté au gain. Cette série d'attaques conduit Ronsard à leur répondre dans sa Réponse aux injures et calomnies…, précieux témoignage autobiographique. Le style se fait davantage guerrier et revanchard dans les discours de 1569 (Hymne à la victoire de Jarnac ou L'Hydre défait). Il n'approuve pas pour autant le massacre de la Saint-Barthélemy de 1572, gardant le silence face à la demande de propagande royale ; il loue tout de même dans l’Hymne des Estoilles les apologistes de la tuerie. Vers la fin de sa vie, on retrouve Ronsard du côté des « politiques » c'est-à-dire ceux qui regrettent la violence des ligueurs et pensent qu'une négociation est envisageable avec les protestants.

### La Franciade(1572)
La Franciade est un vieux projet de Ronsard qu'il présente à Henri II dès 1550 et que Charles IX soutiendra durant tout son règne. Il s'agit d'écrire une épopée à la gloire de la France. Rédigée en décasyllabes, elle a pour thème l'histoire de ce Francien ou Francus, prétendu fils d'Hector, échappé de la prise de Troie, qui aurait été à l'origine de la nation française. Ronsard a pour projet de raconter ses aventures et l'histoire des rois de France de Charles Martel jusqu'au roi actuel. Cependant, Ronsard s'épuise à cette tâche. Il n'arrive pas à donner corps à cette épopée qui, plus le siècle avance, semble superficielle. Le choix du décasyllabe, plutôt que l'alexandrin, imposé par Charles IX n'est pas étranger à l'échec de l’œuvre. La date de parution également : en 1572, la France est plus préoccupée par la résolution du conflit entre protestants et catholiques que par la glorification de ses ancêtres. Ronsard prévoyait vingt-quatre chants mais ne publiera finalement que les quatre premiers livres (jusqu'à Pépin le Bref).

### Poèmes posthumes (1586)
Les amis de Ronsard publieront, l'année de sa mort, quelques poèmes de sa fin de vie qui racontent la souffrance d'un homme qui se sent âgé et qui voit la mort se profiler à l'horizon (Je n'ai plus que les os ou Ah! longues nuits d'hivers…).

### Honneurs et commémorations
À l'occasion du quatrième centenaire de la naissance du poète Pierre de Ronsard, la poste française émet un timbre à son effigie le 6 octobre 1924.
Le Tombeau de Ronsard : huit compositeurs, Louis Aubert, André Caplet, Maurice Delage, Paul Dukas, Arthur Honegger, Roland-Manuel, Maurice Ravel, Albert Roussel lui rendent hommage (1924).

## Épitaphe
Voici l'épitaphe que Ronsard a proposé au poète savoisien Marc-Claude de Buttet de graver sur sa tombe :
CELUY QUI GIST SOUS CETTE TOMBE ICY
AIMA PREMIERE UNE BELLE CASSANDRE
AIMA SECONDE UNE MARIE AUSSY,
TANT EN AMOUR IL FUT FACILE A PRENDRE.
DE LA PREMIERE IL EUT LE CŒUR TRANSY,
DE LA SECONDE IL EUT LE CŒUR EN CENDRE,
ET SI DES DEUX IL N'EUT ONCQUES MERCY
(Deuxième livre des Amours).

## Iconographie

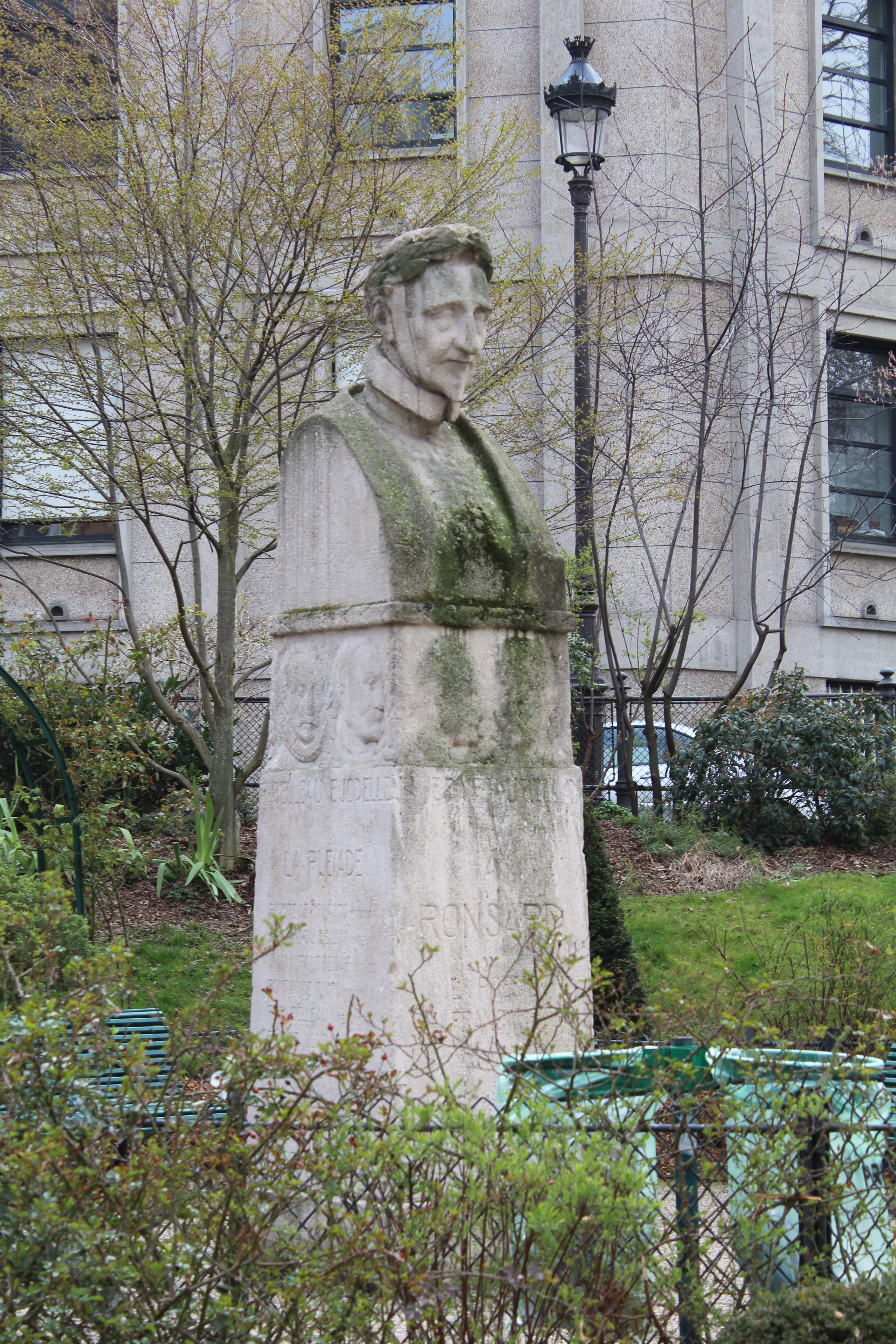
Statue de Ronsard dans le square Auguste-Mariette-Pacha (Paris).

Une médaille à l'effigie de Pierre de Ronsard a été réalisée en 1924 par le graveur Pierre Dautel. Un exemplaire en est conservé au musée Carnavalet (ND 5161).

### Botanique
La « Pierre de Ronsard » est une variété de rose créée en 1986 par Francis Meilland. Elle présente de gros boutons de pétales blancs et roses et a l’allure d’une pivoine. Très prisée des décorateurs, elle a été récompensée, en 2006, par la Fédération mondiale des sociétés de roses.

## Œuvres

### Éditions collectives
D’après François Rouget :
- 1560 : in-16, comprend 24 pièces nouvelles.
- 1567 : in-4.
- 1571 : in-16 comprend 29 pièces nouvelles.
- 1572-1573 : in-16 comprend 1 pièce nouvelle.
- 1578 : in-16, comprend 238 pièces nouvelles.
- 1584 : la dernière publiée du vivant de l’auteur, comprend 32 pièces nouvelles.
- 1586 : édition posthume, comprend 30 pièces nouvelles

### Éditions contemporaines
- Prosper Blanchemain, Oeuvres inédites de Pierre de Ronsard gentil-homme vandomois, recueillies et publiées par Prosper Blanchemain, Paris, Auguste Aubry, 1855.
- Prosper Blanchemain, Oeuvres complètes de P. de Ronsard, Nouvelle édition, publiée sur les textes les plus anciens avec les variantes et des notes par M. Prosper Blanchemain, Paris, P. Jannet, 1857-1867.
- Paul Laumonier (puis R. Lebègue et I. Silver), Ronsard, œuvres complètes, Paris, STFM, 1914-1975.
- Jean Céard, Daniel Ménager, Michel Simonin, Ronsard, œuvres complètes, Paris, Gallimard, Bibliothèque de la Pléiade, t. I, 1993- t. II, 1994
- Les Mascarades de Pierre de Ronsard ont été illustrées par Édouard Pignon d'eaux-fortes en noir et en couleurs, pour le compte des Bibliophiles de France', 1976.

## Poésies mises en musique
Les humanistes en général et Ronsard en particulier voulaient accomplir l'union de la musique et de la poésie. De nombreux musiciens y contribuèrent en mettant les poèmes de Ronsard en musique, en voici quelques-uns :
- Claude Goudimel : Quand j'aperçois, Errant par les champs de la grâce, Qui renforcera ma voix, En qui resplendit le ciel, Bonjour mon coeurI, Il me semble que la journée... (1550)
- Marc Antoine Muret : Las je me plains de mille et mille et mille, Ma petite colombelle, Venez sus donc venez embrassez (1552)
- Pierre Certon : J'espère et crains, Je me tais et supplie, Bien qu'à grand tort, (1552)
- Clément Janequin : Petite nymphe folastre, Qui vouldra voir, Nature ornant (1552)
- Pierre Clereau : Premier livre d'odes à troys parties, de Pierre de Ronsard (1559-1566 )
- Nicolas de la Grotte : Chansons de Pierre de Ronsard (1569)
- Guillaume Costeley : Mignonne, allons voir si la roses (1570)[89]
- Claude Le Jeune : Rossignol mon mignon qui dans cette saulaie (1572 et 1585)
- Rolland de Lassus : Bonjour mon cœur, à quatre voix (1573)
- Philippe de Monte : Sonets de Pierre de Ronsard mis en musique à 5, 6, et 7 parties (1575)
- Jean de Castro : Chansons, odes et sonnetz de Pierre de Ronsard mis en musique à 4, 5, et 8 parties 1576)
- Guillaume Boni : Sonetz de Pierre de Ronsard mis en musique à trois parties (1576)
- Antoine de Bertrand : Les amours de Pierre de Ronsard à quatre parties (1576), Second livre des amours de Ronsard à quatre parties (1578)
- Jean de Maletty : Les amours de Pierre de Ronsard mis en musique (1578)
- Fabrice Marin Caietain : Les airs mis en musique à 4 parties sur des poésies de Ronsard (1578)
- Adrien le Roy : Les Amours de Ronsard (1578)
- François Regnard : Poésies de Pierre de Ronsard mis en musique à 4 et 5 parties (1579)
- Amédée Dethou : Ha! Maitresse (1859)
- Georges Bizet, Sonnet (1866)
- Théodore Gouvy : La Pléiade française op. 48 (1866), 40 Poèmes de Ronsard op. 37, op. 41, op. 42, op. 44 (1866)
- Pauline Viardot : mélodie sur le poème Bonjour mon cœur (1895)
- Guido Spinetti : Treize poésies de Ronsard, mises en musique (1897)
- Gaston Marchet : Chanson (1920)
- Camille Saint-Saëns : mélodies sur les poèmes, L'Amour oyseau, L'Amour blessé, À Sainte Blaise, Grasselette et Maigrelette, L'Amant malheureux (1907 -1921)
- Maurice Ravel : Ronsard à son âme (1924)
- Arthur Honegger : Chanson (1924)
- Julien Tiersot : Quand ce beau Printemps je vois (1924)
- Roland-Manuel : Sonnet (1924)
- Paul Dukas : Sonnet, Amours, premier livre (1924)
- Maurice Delage : Ronsard et sa muse (1924)
- Albert Roussel : Deux poèmes de Ronsard, op. 26 : Rossignol mon mignon et Ciels, air et vents (1924)
- Louis Aubert : La Fontaine d'Hélène (1924)
- André Caplet : Sonnet "Doux fut le trait" de Pierre de Ronsard (1924)
- Francis Poulenc : Cinq poèmes de Ronsard ; Attributs, Le Tombeau, Ballet, Je n'ai plus que les os, À son page (1924)
- Georges Auric : Quand ce beau Printemps je vois (1935)
- Darius Milhaud : Les Amours de Ronsard ; La Rose, La Tourterelle, L'Aubépin, Le Rossignol (1934), Prends cette rose (1937)
- Petr Eben : Quand ce beau Printemps je vois, Pisne K loutne (195?)
- Robert Caby : Je voudrais au bruit de l'eau (1955)
- Jacques Leguerney : Poèmes de la Pléiade, "Ah ! Bel accueil", "A sa maitresse", "A son page", "Ma douce jouvence est passée", "Epipalinodie" (1989)
- Antoine Tomé : Ode à Cassandre, Mignone levez vous, Je ne saurais aimer autre que vous, Chanson pour la mort de Marie, Il faut quitter maison (1991)

## Adaptation à la télévision
- 1970 : Pierre de Ronsard, gentilhomme vendômois, téléfilm de Georges Lacombe

## Hommages
- L'astéroïde (10139) Ronsard a été nommé en son honneur.
- Des établissements scolaires portent son nom. C'est par exemple le cas d'un collège à Poitiers construit en 1970[90], ou encore du lycée général de Vendôme, le lycée Ronsard.

## Musée Ronsard
- Château de la Possonnière (XVIe siècle), où est né Ronsard le 10 septembre 1524.